# IC 5006
IC 5006 — галактика типу *2 (подвійна зірка) у сузір'ї Орел.
Цей об'єкт міститься в оригінальній редакції індексного каталогу.